# Eslovaquia en la Eurocopa 2024
La selección de fútbol de Eslovaquia fue uno de los 24 equipos participantes en la Eurocopa 2024, torneo que se disputó en Alemania entre el 14 de junio y el 14 de julio de 2024.

## Clasificación
| Equipo               | Pts | PJ | PG | PE | PP | GF | GC | Dif |
| -------------------- | --- | -- | -- | -- | -- | -- | -- | --- |
| Portugal             | 30  | 10 | 10 | 0  | 0  | 36 | 2  | +34 |
| Eslovaquia           | 22  | 10 | 7  | 1  | 2  | 17 | 8  | +9  |
| Luxemburgo           | 17  | 10 | 5  | 2  | 3  | 13 | 19 | -6  |
| Islandia             | 10  | 10 | 3  | 1  | 6  | 17 | 16 | +1  |
| Bosnia y Herzegovina | 9   | 10 | 3  | 0  | 7  | 9  | 20 | -11 |
| Liechtenstein        | 0   | 10 | 0  | 0  | 10 | 1  | 28 | -27 |

     — Clasificado para la Eurocopa 2024.

     — Play off para la Eurocopa 2024.

### Partidos
| Fecha                    | Ciudad     | Jornada |                      |                                 | Resultado |                                 |                      |
| ------------------------ | ---------- | ------- | -------------------- | ------------------------------- | --------- | ------------------------------- | -------------------- |
| 23 de marzo de 2023      | Trnava     | 1       | Eslovaquia           | Bandera de Eslovaquia           | 0:0       | Bandera de Luxemburgo           | Luxemburgo           |
| 26 de marzo de 2023      | Bratislava | 2       | Eslovaquia           | Bandera de Eslovaquia           | 2:0 (2:0) | Bandera de Bosnia y Herzegovina | Bosnia y Herzegovina |
| 17 de junio de 2023      | Reikiavik  | 3       | Islandia             | Bandera de Islandia             | 1:2 (1:1) | Bandera de Eslovaquia           | Eslovaquia           |
| 20 de junio de 2023      | Vaduz      | 4       | Liechtenstein        | Bandera de Liechtenstein        | 0:1 (0:1) | Bandera de Eslovaquia           | Eslovaquia           |
| 8 de septiembre de 2023  | Bratislava | 5       | Eslovaquia           | Bandera de Eslovaquia           | 0:1 (0:1) | Bandera de Portugal             | Portugal             |
| 11 de septiembre de 2023 | Bratislava | 6       | Eslovaquia           | Bandera de Eslovaquia           | 3:0 (3:0) | Bandera de Liechtenstein        | Liechtenstein        |
| 13 de octubre de 2023    | Oporto     | 7       | Portugal             | Bandera de Portugal             | 3:2 (2:0) | Bandera de Eslovaquia           | Eslovaquia           |
| 16 de octubre de 2023    | Luxemburgo | 8       | Luxemburgo           | Bandera de Luxemburgo           | 0:1 (0:0) | Bandera de Eslovaquia           | Eslovaquia           |
| 16 de noviembre de 2023  | Bratislava | 9       | Eslovaquia           | Bandera de Eslovaquia           | 4:2 (2:1) | Bandera de Islandia             | Islandia             |
| 19 de noviembre de 2023  | Zenica     | 10      | Bosnia y Herzegovina | Bandera de Bosnia y Herzegovina | 1:2 (0:0) | Bandera de Eslovaquia           | Eslovaquia           |

## Preparación

### Amistosos de preparación
| Fecha               | Ciudad          | Competición |            |                       | Resultado |                       |            |
| ------------------- | --------------- | ----------- | ---------- | --------------------- | --------- | --------------------- | ---------- |
| 23 de marzo de 2024 | Bratislava      | Amistoso    | Eslovaquia | Bandera de Eslovaquia | 0:2 (0:1) | Bandera de Austria    | Austria    |
| 26 de marzo de 2024 | Oslo            | Amistoso    | Noruega    | Bandera de Noruega    | 1:1 (1:0) | Bandera de Eslovaquia | Eslovaquia |
| 5 de junio de 2024  | Wiener Neustadt | Amistoso    | Eslovaquia | Bandera de Eslovaquia | 4:0 (3:0) | Bandera de San Marino | San Marino |
| 9 de junio de 2024  | Trnava          | Amistoso    | Eslovaquia | Bandera de Eslovaquia | 4:0 (1:0) | Bandera de Gales      | Gales      |

## Platilla

### Lista de convocados
Entrenador:  Francesco Calzona
El 27 de mayo de 2024, se reveló una plantilla preliminar compuesta por 32 elementos. Finalmente, el 7 de junio de 2024, Calzona dio a conocer el combinado definitivo de 26 futbolistas de Eslovaquia. Dominik Takáč, Michal Tomič, Matúš Kmeť, Jakub Kadák, Dominik Hollý y Róbert Polievka fueron los jugadores dados de baja al final.
| No. | Pos. | Jugador           | Fecha de nacimiento (edad)         | Apa. | Goles | Club                   |
| --- | ---- | ----------------- | ---------------------------------- | ---- | ----- | ---------------------- |
| 1   | POR  | Martin Dúbravka   | 15 de enero de 1989 (35 años)      | 43   | 0     | Newcastle United       |
| 2   | DEF  | Peter Pekarík     | 30 de octubre de 1986 (37 años)    | 127  | 2     | Hertha Berlín          |
| 3   | DEF  | Denis Vavro       | 10 de abril de 1996 (28 años)      | 20   | 2     | Copenhague             |
| 4   | DEF  | Adam Obert        | 23 de agosto de 2002 (21 años)     | 5    | 0     | Cagliari               |
| 5   | MED  | Tomáš Rigo        | 3 de julio de 2002 (21 años)       | 1    | 1     | Baník Ostrava          |
| 6   | DEF  | Norbert Gyömbér   | 3 de julio de 1992 (31 años)       | 39   | 0     | Salernitana            |
| 7   | DEL  | Tomáš Suslov      | 7 de junio de 2002 (22 años)       | 28   | 3     | Hellas Verona          |
| 8   | MED  | Ondrej Duda       | 5 de diciembre de 1994 (29 años)   | 72   | 13    | Hellas Verona          |
| 9   | DEL  | Róbert Boženík    | 18 de noviembre de 1999 (24 años)  | 40   | 7     | Boavista               |
| 10  | DEL  | Ľubomír Tupta     | 27 de marzo de 1998 (26 años)      | 6    | 0     | Slovan Liberec         |
| 11  | MED  | László Bénes      | 9 de septiembre de 1997 (26 años)  | 22   | 2     | Hamburgo               |
| 12  | POR  | Marek Rodák       | 13 de diciembre de 1996 (27 años)  | 22   | 0     | Fulham                 |
| 13  | MED  | Patrik Hrošovský  | 22 de abril de 1992 (32 años)      | 55   | 0     | Genk                   |
| 14  | DEF  | Milan Škriniar    | 11 de abril de 1995 (29 años)      | 68   | 3     | Paris Saint-Germain    |
| 15  | DEF  | Vernon De Marco   | 18 de noviembre de 1992 (31 años)  | 10   | 1     | Hatta                  |
| 16  | DEF  | Dávid Hancko      | 13 de diciembre de 1997 (26 años)  | 38   | 4     | Feyenoord              |
| 17  | DEL  | Lukáš Haraslín    | 26 de mayo de 1996 (28 años)       | 36   | 6     | Sparta Praga           |
| 18  | DEL  | David Strelec     | 4 de abril de 2001 (23 años)       | 18   | 3     | Slovan Bratislava      |
| 19  | MED  | Juraj Kucka       | 26 de febrero de 1987 (37 años)    | 107  | 14    | Slovan Bratislava      |
| 20  | DEL  | Dávid Ďuriš       | 22 de marzo de 1999 (25 años)      | 12   | 1     | Ascoli                 |
| 21  | MED  | Matúš Bero        | 6 de septiembre de 1995 (28 años)  | 30   | 1     | Bochum                 |
| 22  | MED  | Stanislav Lobotka | 25 de noviembre de 1994 (29 años)  | 55   | 4     | Napoli                 |
| 23  | POR  | Henrich Ravas     | 16 de agosto de 1997 (26 años)     | 0    | 0     | New England Revolution |
| 24  | DEL  | Leo Sauer         | 16 de diciembre de 2005 (18 años)  | 2    | 0     | Feyenoord              |
| 25  | DEF  | Sebastian Kóša    | 13 de septiembre de 2003 (20 años) | 1    | 0     | Spartak Trnava         |
| 26  | DEL  | Ivan Schranz      | 13 de septiembre de 1993 (30 años) | 22   | 3     | Slavia Praga           |

## Torneo
Tras el sorteo celebrado en Hamburgo el 23 de marzo de 2024 Eslovaquia quedó integrada en un Grupo D en el que también estarán Bélgica, Rumania y Ucrania.

### Partidos
| Fecha       | Ciudad        | Instancia        |            |                       | Resultado             |                       |            |
| ----------- | ------------- | ---------------- | ---------- | --------------------- | --------------------- | --------------------- | ---------- |
| 17 de junio | Fráncfort     | Fase de grupos   | Bélgica    | Bandera de Bélgica    | 0:1 (0:1)             | Bandera de Eslovaquia | Eslovaquia |
| 21 de junio | Düsseldorf    | Fase de grupos   | Eslovaquia | Bandera de Eslovaquia | 1:2 (1:0)             | Bandera de Ucrania    | Ucrania    |
| 26 de junio | Fráncfort     | Fase de grupos   | Eslovaquia | Bandera de Eslovaquia | 1:1 (1:1)             | Bandera de Rumania    | Rumania    |
| 30 de junio | Gelsenkirchen | Octavos de final | Inglaterra | Bandera de Inglaterra | 2:1 (1:1, 0:1) (t.s.) | Bandera de Eslovaquia | Eslovaquia |

### Primera fase
| Equipo     | Pts | PJ | PG | PE | PP | GF | GC | Dif |
| ---------- | --- | -- | -- | -- | -- | -- | -- | --- |
| Rumania    | 4   | 3  | 1  | 1  | 1  | 4  | 3  | 1   |
| Bélgica    | 4   | 3  | 1  | 1  | 1  | 2  | 1  | 1   |
| Eslovaquia | 4   | 3  | 1  | 1  | 1  | 3  | 3  | 0   |
| Ucrania    | 4   | 3  | 1  | 1  | 1  | 2  | 4  | -2  |

|  | Clasificados a los Octavos de final.          |
|  | Posible clasificación a los Octavos de final. |

#### Bélgica vs. Eslovaquia
| 17 de junio de 2024, 18:00 | Bélgica | 0:1 (0:1) | Eslovaquia | Frankfurt Arena, Fráncfort                                                        |                                                                                   |
|                            |         | Reporte   | Schranz 7' | Asistencia: 45 181 espectadores Árbitro(s): Halil Umut Meler VAR: Bastian Dankert | Asistencia: 45 181 espectadores Árbitro(s): Halil Umut Meler VAR: Bastian Dankert |

| 1          | Guardameta     | Koen Casteels    |     |
| 21         | Defensa        | Timothy Castagne |     |
| 4          | Defensa        | Wout Faes        |     |
| 2          | Defensa        | Zeno Debast      |     |
| 11         | Defensa        | Yannick Carrasco | 84' |
| 18         | Centrocampista | Orel Mangala     | 57' |
| 24         | Centrocampista | Amadou Onana     |     |
| 9          | Centrocampista | Leandro Trossard | 74' |
| 7          | Centrocampista | Kevin De Bruyne  |     |
| 22         | Centrocampista | Jérémy Doku      | 84' |
| 10         | Delantero      | Romelu Lukaku    |     |
| Entrenador | Entrenador     | Domenico Tedesco |     |

| 1          | Guardameta     | Martin Dúbravka   |       |
| 2          | Defensa        | Peter Pekarík     |       |
| 3          | Defensa        | Denis Vavro       |       |
| 14         | Defensa        | Milan Škriniar    |       |
| 16         | Defensa        | Dávid Hancko      |       |
| 19         | Centrocampista | Juraj Kucka       |       |
| 22         | Centrocampista | Stanislav Lobotka |       |
| 8          | Centrocampista | Ondrej Duda       | 90+4' |
| 26         | Delantero      | Ivan Schranz      | 81'   |
| 9          | Delantero      | Róbert Boženík    | 70'   |
| 17         | Delantero      | Lukáš Haraslín    | 70'   |
| Entrenador | Entrenador     | Francesco Calzona |       |

| 19 | Delantero      | Johan Bakayoko  | 57' |
| 8  | Centrocampista | Youri Tielemans | 74' |
| 14 | Delantero      | Dodi Lukebakio  | 84' |
| 20 | Delantero      | Loïs Openda     | 84' |

| 7  | Delantero | Tomáš Suslov  | 70'   |
| 18 | Delantero | David Strelec | 70'   |
| 20 | Delantero | Dávid Ďuriš   | 81'   |
| 4  | Defensa   | Adam Obert    | 90+4' |

| Anotado | 7' | Ivan Schranz | 0:1 |

| Amonestado | 29' | Orel Mangala    |
| Amonestado | 76' | Youri Tielemans |
| Amonestado | 85' | Loïs Openda     |

| Amonestado | 41' | Ivan Schranz |

| Árbitro                                            | Halil Umut Mele     |
| Árbitros asistentes                                | Mustafa Emre Eyisoy |
| Árbitros asistentes                                | Kerem Ersoy         |
| Cuarto árbitro                                     | Serdar Gözübüyük    |
| Quinto árbitro                                     | Johan Balder        |
| Árbitro asistente de video                         | Bastian Dankert     |
| Árbitros asistentes del árbitro asistente de video | Alper Ulusoy        |
| Árbitros asistentes del árbitro asistente de video | Marco Fritz         |

| 1          | Guardameta     | Koen Casteels    |     |
| 21         | Defensa        | Timothy Castagne |     |
| 4          | Defensa        | Wout Faes        |     |
| 2          | Defensa        | Zeno Debast      |     |
| 11         | Defensa        | Yannick Carrasco | 84' |
| 18         | Centrocampista | Orel Mangala     | 57' |
| 24         | Centrocampista | Amadou Onana     |     |
| 9          | Centrocampista | Leandro Trossard | 74' |
| 7          | Centrocampista | Kevin De Bruyne  |     |
| 22         | Centrocampista | Jérémy Doku      | 84' |
| 10         | Delantero      | Romelu Lukaku    |     |
| Entrenador | Entrenador     | Domenico Tedesco |     |

| 1          | Guardameta     | Martin Dúbravka   |       |
| 2          | Defensa        | Peter Pekarík     |       |
| 3          | Defensa        | Denis Vavro       |       |
| 14         | Defensa        | Milan Škriniar    |       |
| 16         | Defensa        | Dávid Hancko      |       |
| 19         | Centrocampista | Juraj Kucka       |       |
| 22         | Centrocampista | Stanislav Lobotka |       |
| 8          | Centrocampista | Ondrej Duda       | 90+4' |
| 26         | Delantero      | Ivan Schranz      | 81'   |
| 9          | Delantero      | Róbert Boženík    | 70'   |
| 17         | Delantero      | Lukáš Haraslín    | 70'   |
| Entrenador | Entrenador     | Francesco Calzona |       |

| 19 | Delantero      | Johan Bakayoko  | 57' |
| 8  | Centrocampista | Youri Tielemans | 74' |
| 14 | Delantero      | Dodi Lukebakio  | 84' |
| 20 | Delantero      | Loïs Openda     | 84' |

| 7  | Delantero | Tomáš Suslov  | 70'   |
| 18 | Delantero | David Strelec | 70'   |
| 20 | Delantero | Dávid Ďuriš   | 81'   |
| 4  | Defensa   | Adam Obert    | 90+4' |

| Anotado | 7' | Ivan Schranz | 0:1 |

| Amonestado | 29' | Orel Mangala    |
| Amonestado | 76' | Youri Tielemans |
| Amonestado | 85' | Loïs Openda     |

| Amonestado | 41' | Ivan Schranz |

| Árbitro                                            | Halil Umut Mele     |
| Árbitros asistentes                                | Mustafa Emre Eyisoy |
| Árbitros asistentes                                | Kerem Ersoy         |
| Cuarto árbitro                                     | Serdar Gözübüyük    |
| Quinto árbitro                                     | Johan Balder        |
| Árbitro asistente de video                         | Bastian Dankert     |
| Árbitros asistentes del árbitro asistente de video | Alper Ulusoy        |
| Árbitros asistentes del árbitro asistente de video | Marco Fritz         |

| Estadísticas      | Bandera de Bélgica | Bandera de Eslovaquia |
| Tiros             | 15                 | 10                    |
| Tiros a puerta    | 5                  | 4                     |
| Faltas            | 14                 | 10                    |
| Saques de esquina | 5                  | 7                     |
| Penaltis          | 0                  | 0                     |
| Fueras de juego   | 2                  | 1                     |
| Posesión de balón | 56%                | 44%                   |

#### Eslovaquia vs. Ucrania
| 21 de junio de 2024, 15:00 | Eslovaquia  | 1:2 (1:0) | Ucrania                          | Düsseldorf Arena, Düsseldorf                                                    |                                                                                 |
|                            | Schranz 17' | Reporte   | - Shaparenko 54' - Yaremchuk 80' | Asistencia: 43 910 espectadores Árbitro(s): Michael Oliver VAR: Bastian Dankert | Asistencia: 43 910 espectadores Árbitro(s): Michael Oliver VAR: Bastian Dankert |

| 1          | Guardameta     | Martin Dúbravka   |     |
| 2          | Defensa        | Peter Pekarík     |     |
| 3          | Defensa        | Denis Vavro       |     |
| 14         | Defensa        | Milan Škriniar    |     |
| 16         | Defensa        | Dávid Hancko      | 67' |
| 19         | Centrocampista | Juraj Kucka       |     |
| 22         | Centrocampista | Stanislav Lobotka |     |
| 8          | Centrocampista | Ondrej Duda       | 60' |
| 26         | Delantero      | Ivan Schranz      | 86' |
| 9          | Delantero      | Róbert Boženík    | 60' |
| 17         | Delantero      | Lukáš Haraslín    | 67' |
| Entrenador | Entrenador     | Francesco Calzona |     |

| 12         | Guardameta     | Anatoliy Trubin     |       |
| 24         | Defensa        | Oleksandr Tymchyk   |       |
| 13         | Defensa        | Illya Zabarnyi      |       |
| 22         | Defensa        | Mykola Matviyenko   |       |
| 17         | Defensa        | Oleksandr Zinchenko |       |
| 19         | Centrocampista | Mykola Shaparenko   | 90+2' |
| 18         | Centrocampista | Volodymyr Brazhko   | 85'   |
| 14         | Centrocampista | Heorhiy Sudakov     |       |
| 7          | Delantero      | Andriy Yarmolenko   | 67'   |
| 11         | Delantero      | Artem Dovbyk        | 67'   |
| 10         | Delantero      | Mykhaylo Mudryk     | 85'   |
| Entrenador | Entrenador     | Serhiy Rebrov       |       |

| 11 | Centrocampista | László Bénes  | 60' |
| 18 | Delantero      | David Strelec | 60' |
| 4  | Defensa        | Adam Obert    | 67' |
| 7  | Delantero      | Tomáš Suslov  | 67' |
| 24 | Delantero      | Leo Sauer     | 86' |

| 20 | Centrocampista | Oleksandr Zubkov   | 67'   |
| 9  | Delantero      | Roman Yaremchuk    | 67'   |
| 5  | Centrocampista | Serhiy Sydorchuk   | 85'   |
| 8  | Centrocampista | Ruslan Malinovskyi | 85'   |
| 4  | Defensa        | Maksym Taloverov   | 90+2' |

| Anotado | 17' | Ivan Schranz | 1:0 |

| Anotado | 54' | Mikola Shaparenko | 1:1 |
| Anotado | 80' | Roman Yaremchuk   | 2:1 |

| Amonestado | 84' | Roman Yaremchuk |

| Árbitro                                            | Michael Oliver    |
| Árbitros asistentes                                | Stuart Burt       |
| Árbitros asistentes                                | Dan Cook          |
| Cuarto árbitro                                     | Serdar Gözübüyük  |
| Quinto árbitro                                     | Johan Balder      |
| Árbitro asistente de video                         | Bastian Dankert   |
| Árbitros asistentes del árbitro asistente de video | David Coote       |
| Árbitros asistentes del árbitro asistente de video | Christian Dingert |

| 1          | Guardameta     | Martin Dúbravka   |     |
| 2          | Defensa        | Peter Pekarík     |     |
| 3          | Defensa        | Denis Vavro       |     |
| 14         | Defensa        | Milan Škriniar    |     |
| 16         | Defensa        | Dávid Hancko      | 67' |
| 19         | Centrocampista | Juraj Kucka       |     |
| 22         | Centrocampista | Stanislav Lobotka |     |
| 8          | Centrocampista | Ondrej Duda       | 60' |
| 26         | Delantero      | Ivan Schranz      | 86' |
| 9          | Delantero      | Róbert Boženík    | 60' |
| 17         | Delantero      | Lukáš Haraslín    | 67' |
| Entrenador | Entrenador     | Francesco Calzona |     |

| 12         | Guardameta     | Anatoliy Trubin     |       |
| 24         | Defensa        | Oleksandr Tymchyk   |       |
| 13         | Defensa        | Illya Zabarnyi      |       |
| 22         | Defensa        | Mykola Matviyenko   |       |
| 17         | Defensa        | Oleksandr Zinchenko |       |
| 19         | Centrocampista | Mykola Shaparenko   | 90+2' |
| 18         | Centrocampista | Volodymyr Brazhko   | 85'   |
| 14         | Centrocampista | Heorhiy Sudakov     |       |
| 7          | Delantero      | Andriy Yarmolenko   | 67'   |
| 11         | Delantero      | Artem Dovbyk        | 67'   |
| 10         | Delantero      | Mykhaylo Mudryk     | 85'   |
| Entrenador | Entrenador     | Serhiy Rebrov       |       |

| 11 | Centrocampista | László Bénes  | 60' |
| 18 | Delantero      | David Strelec | 60' |
| 4  | Defensa        | Adam Obert    | 67' |
| 7  | Delantero      | Tomáš Suslov  | 67' |
| 24 | Delantero      | Leo Sauer     | 86' |

| 20 | Centrocampista | Oleksandr Zubkov   | 67'   |
| 9  | Delantero      | Roman Yaremchuk    | 67'   |
| 5  | Centrocampista | Serhiy Sydorchuk   | 85'   |
| 8  | Centrocampista | Ruslan Malinovskyi | 85'   |
| 4  | Defensa        | Maksym Taloverov   | 90+2' |

| Anotado | 17' | Ivan Schranz | 1:0 |

| Anotado | 54' | Mikola Shaparenko | 1:1 |
| Anotado | 80' | Roman Yaremchuk   | 2:1 |

| Amonestado | 84' | Roman Yaremchuk |

| Árbitro                                            | Michael Oliver    |
| Árbitros asistentes                                | Stuart Burt       |
| Árbitros asistentes                                | Dan Cook          |
| Cuarto árbitro                                     | Serdar Gözübüyük  |
| Quinto árbitro                                     | Johan Balder      |
| Árbitro asistente de video                         | Bastian Dankert   |
| Árbitros asistentes del árbitro asistente de video | David Coote       |
| Árbitros asistentes del árbitro asistente de video | Christian Dingert |

| Estadísticas      | Bandera de Eslovaquia | Bandera de Ucrania |
| Tiros             | 14                    | 14                 |
| Tiros a puerta    | 5                     | 5                  |
| Faltas            | 9                     | 12                 |
| Saques de esquina | 4                     | 4                  |
| Penaltis          | 0                     | 0                  |
| Fueras de juego   | 2                     | 5                  |
| Posesión de balón | 54%                   | 46%                |

#### Eslovaquia vs. Rumania
| 26 de junio de 2024, 18:00 | Eslovaquia | 1:1 (1:1) | Rumania             | Frankfurt Arena, Fráncfort                                                      |                                                                                 |
|                            | Duda 24'   | Reporte   | R. Marin 37' (pen.) | Asistencia: 45 033 espectadores Árbitro(s): Daniel Siebert VAR: Bastian Dankert | Asistencia: 45 033 espectadores Árbitro(s): Daniel Siebert VAR: Bastian Dankert |

| 1          | Guardameta     | Martin Dúbravka   |       |
| 2          | Defensa        | Peter Pekarík     | 90+2' |
| 3          | Defensa        | Denis Vavro       |       |
| 14         | Defensa        | Milan Škriniar    |       |
| 16         | Defensa        | Dávid Hancko      |       |
| 19         | Centrocampista | Juraj Kucka       |       |
| 22         | Centrocampista | Stanislav Lobotka |       |
| 8          | Centrocampista | Ondrej Duda       | 90+2' |
| 26         | Delantero      | Ivan Schranz      | 78'   |
| 18         | Delantero      | David Strelec     | 70'   |
| 17         | Delantero      | Lukáš Haraslín    | 70'   |
| Entrenador | Entrenador     | Francesco Calzona |       |

| 1          | Guardameta     | Florin Niță       |     |
| 2          | Defensa        | Andrei Rațiu      |     |
| 3          | Defensa        | Radu Drăgușin     |     |
| 15         | Defensa        | Andrei Burcă      |     |
| 11         | Defensa        | Nicușor Bancu     |     |
| 6          | Centrocampista | Marius Marin      |     |
| 10         | Centrocampista | Ianis Hagi        | 66' |
| 18         | Centrocampista | Răzvan Marin      | 86' |
| 21         | Centrocampista | Nicolae Stanciu   |     |
| 17         | Centrocampista | Valentin Mihăilă  | 58' |
| 19         | Delantero      | Denis Drăguș      | 66' |
| Entrenador | Entrenador     | Edward Iordănescu |     |

| 7  | Delantero      | Tomáš Suslov    | 70'   |
| 9  | Delantero      | Róbert Boženík  | 70'   |
| 20 | Delantero      | Dávid Ďuriš     | 78'   |
| 6  | Defensa        | Norbert Gyömbér | 90+2' |
| 21 | Centrocampista | Matúš Bero      | 90+2' |

| 23 | Centrocampista | Deian Sorescu | 58' |
| 9  | Delantero      | George Pușcaș | 66' |
| 20 | Delantero      | Dennis Man    | 66' |
| 4  | Defensa        | Adrian Rus    | 86' |

| Anotado | 24' | Ondrej Duda | 1:0 |

| Anotado · Penal | 37' | Răzvan Marin | 1:1 |

| Amonestado | 90+1' | Ondrej Duda |

| Amonestado | 45+1' | Andrei Burcă      |
| Amonestado | 45+4' | Nicușor Bancu     |
| Amonestado | 55'   | Edward Iordănescu |
| Amonestado | 88'   | George Pușcaș     |

| Árbitro                                            | Bastian Dankert     |
| Árbitros asistentes                                | Jan Seidel          |
| Árbitros asistentes                                | Rafael Foltyn       |
| Cuarto árbitro                                     | Felix Zwayer        |
| Quinto árbitro                                     | Marco Achmüller     |
| Árbitro asistente de video                         | Bastian Dankert     |
| Árbitros asistentes del árbitro asistente de video | Christian Dingert   |
| Árbitros asistentes del árbitro asistente de video | Massimiliano Irrati |

| 1          | Guardameta     | Martin Dúbravka   |       |
| 2          | Defensa        | Peter Pekarík     | 90+2' |
| 3          | Defensa        | Denis Vavro       |       |
| 14         | Defensa        | Milan Škriniar    |       |
| 16         | Defensa        | Dávid Hancko      |       |
| 19         | Centrocampista | Juraj Kucka       |       |
| 22         | Centrocampista | Stanislav Lobotka |       |
| 8          | Centrocampista | Ondrej Duda       | 90+2' |
| 26         | Delantero      | Ivan Schranz      | 78'   |
| 18         | Delantero      | David Strelec     | 70'   |
| 17         | Delantero      | Lukáš Haraslín    | 70'   |
| Entrenador | Entrenador     | Francesco Calzona |       |

| 1          | Guardameta     | Florin Niță       |     |
| 2          | Defensa        | Andrei Rațiu      |     |
| 3          | Defensa        | Radu Drăgușin     |     |
| 15         | Defensa        | Andrei Burcă      |     |
| 11         | Defensa        | Nicușor Bancu     |     |
| 6          | Centrocampista | Marius Marin      |     |
| 10         | Centrocampista | Ianis Hagi        | 66' |
| 18         | Centrocampista | Răzvan Marin      | 86' |
| 21         | Centrocampista | Nicolae Stanciu   |     |
| 17         | Centrocampista | Valentin Mihăilă  | 58' |
| 19         | Delantero      | Denis Drăguș      | 66' |
| Entrenador | Entrenador     | Edward Iordănescu |     |

| 7  | Delantero      | Tomáš Suslov    | 70'   |
| 9  | Delantero      | Róbert Boženík  | 70'   |
| 20 | Delantero      | Dávid Ďuriš     | 78'   |
| 6  | Defensa        | Norbert Gyömbér | 90+2' |
| 21 | Centrocampista | Matúš Bero      | 90+2' |

| 23 | Centrocampista | Deian Sorescu | 58' |
| 9  | Delantero      | George Pușcaș | 66' |
| 20 | Delantero      | Dennis Man    | 66' |
| 4  | Defensa        | Adrian Rus    | 86' |

| Anotado | 24' | Ondrej Duda | 1:0 |

| Anotado · Penal | 37' | Răzvan Marin | 1:1 |

| Amonestado | 90+1' | Ondrej Duda |

| Amonestado | 45+1' | Andrei Burcă      |
| Amonestado | 45+4' | Nicușor Bancu     |
| Amonestado | 55'   | Edward Iordănescu |
| Amonestado | 88'   | George Pușcaș     |

| Árbitro                                            | Bastian Dankert     |
| Árbitros asistentes                                | Jan Seidel          |
| Árbitros asistentes                                | Rafael Foltyn       |
| Cuarto árbitro                                     | Felix Zwayer        |
| Quinto árbitro                                     | Marco Achmüller     |
| Árbitro asistente de video                         | Bastian Dankert     |
| Árbitros asistentes del árbitro asistente de video | Christian Dingert   |
| Árbitros asistentes del árbitro asistente de video | Massimiliano Irrati |

| Estadísticas      | Bandera de Eslovaquia | Bandera de Rumania |
| Tiros             | 13                    | 9                  |
| Tiros a puerta    | 4                     | 5                  |
| Faltas            | 11                    | 10                 |
| Saques de esquina | 5                     | 1                  |
| Penaltis          | 0                     | 1                  |
| Fueras de juego   | 3                     | 1                  |
| Posesión de balón | 55%                   | 45%                |

### Inglaterra vs. Eslovaquia
| 30 de junio de 2024, 18:00 | Inglaterra                    | 2:1 (1:1, 0:1) (t. s.) | Eslovaquia  | Arena AufSchalke, Gelsenkirchen                                               |                                                                               |
|                            | - Bellingham 90+5' - Kane 91' | Reporte                | Schranz 25' | Asistencia: 47 244 espectadores Árbitro(s): Halil Umut Meler VAR: Marco Fritz | Asistencia: 47 244 espectadores Árbitro(s): Halil Umut Meler VAR: Marco Fritz |

| 1          | Guardameta     | Jordan Pickford  |       |
| 2          | Defensa        | Kyle Walker      |       |
| 5          | Defensa        | John Stones      |       |
| 6          | Defensa        | Marc Guéhi       |       |
| 12         | Defensa        | Kieran Trippier  | 66'   |
| 26         | Centrocampista | Kobbie Mainoo    | 84'   |
| 4          | Centrocampista | Declan Rice      |       |
| 7          | Centrocampista | Bukayo Saka      |       |
| 10         | Centrocampista | Jude Bellingham  | 106'  |
| 11         | Centrocampista | Phil Foden       | 90+4' |
| 9          | Delantero      | Harry Kane       | 106'  |
| Entrenador | Entrenador     | Gareth Southgate |       |

| 1          | Guardameta     | Martin Dúbravka   |       |
| 2          | Defensa        | Peter Pekarík     |       |
| 3          | Defensa        | Denis Vavro       |       |
| 14         | Defensa        | Milan Škriniar    |       |
| 16         | Centrocampista | Dávid Hancko      |       |
| 19         | Centrocampista | Juraj Kucka       | 81'   |
| 22         | Centrocampista | Stanislav Lobotka |       |
| 8          | Centrocampista | Ondrej Duda       | 81'   |
| 26         | Delantero      | Ivan Schranz      | 90+3' |
| 18         | Delantero      | David Strelec     | 61'   |
| 17         | Delantero      | Lukáš Haraslín    | 61'   |
| Entrenador | Entrenador     | Francesco Calzona |       |

| 24 | Delantero      | Cole Palmer     | 66'   |
| 21 | Centrocampista | Eberechi Eze    | 84'   |
| 17 | Delantero      | Ivan Toney      | 90+4' |
| 16 | Centrocampista | Conor Gallagher | 106'  |
| 14 | Defensa        | Ezri Konsa      | 106'  |

| 7  | Delantero      | Tomáš Suslov    | 61'   |
| 9  | Delantero      | Róbert Boženík  | 61'   |
| 11 | Centrocampista | László Bénes    | 81'   |
| 21 | Centrocampista | Matúš Bero      | 81'   |
| 6  | Defensa        | Norbert Gyömbér | 90+3' |

| Anotado | 90+5' | Jude Bellingham | 1:1 |
| Anotado | 91'   | Harry Kane      | 2:1 |

| Anotado | 25' | Ivan Schranz | 0:1 |

| Amonestado | 3'  | Marc Guéhi      |
| Amonestado | 7'  | Kobbie Mainoo   |
| Amonestado | 17' | Jude Bellingham |

| Amonestado | 13'   | Juraj Kucka    |
| Amonestado | 45+1' | Milan Škriniar |
| Amonestado | 77'   | Peter Pekarík  |

| Árbitro                                            | Halil Umut Meler    |
| Árbitros asistentes                                | Mustafa Emre Eyisoy |
| Árbitros asistentes                                | Kerem Ersoy         |
| Cuarto árbitro                                     | Rade Obrenović      |
| Quinto árbitro                                     | Jure Prapotnik      |
| Árbitro asistente de video                         | Marco Fritz         |
| Árbitros asistentes del árbitro asistente de video | Christian Dingert   |
| Árbitros asistentes del árbitro asistente de video | Tomasz Kwiatkowski  |

| 1          | Guardameta     | Jordan Pickford  |       |
| 2          | Defensa        | Kyle Walker      |       |
| 5          | Defensa        | John Stones      |       |
| 6          | Defensa        | Marc Guéhi       |       |
| 12         | Defensa        | Kieran Trippier  | 66'   |
| 26         | Centrocampista | Kobbie Mainoo    | 84'   |
| 4          | Centrocampista | Declan Rice      |       |
| 7          | Centrocampista | Bukayo Saka      |       |
| 10         | Centrocampista | Jude Bellingham  | 106'  |
| 11         | Centrocampista | Phil Foden       | 90+4' |
| 9          | Delantero      | Harry Kane       | 106'  |
| Entrenador | Entrenador     | Gareth Southgate |       |

| 1          | Guardameta     | Martin Dúbravka   |       |
| 2          | Defensa        | Peter Pekarík     |       |
| 3          | Defensa        | Denis Vavro       |       |
| 14         | Defensa        | Milan Škriniar    |       |
| 16         | Centrocampista | Dávid Hancko      |       |
| 19         | Centrocampista | Juraj Kucka       | 81'   |
| 22         | Centrocampista | Stanislav Lobotka |       |
| 8          | Centrocampista | Ondrej Duda       | 81'   |
| 26         | Delantero      | Ivan Schranz      | 90+3' |
| 18         | Delantero      | David Strelec     | 61'   |
| 17         | Delantero      | Lukáš Haraslín    | 61'   |
| Entrenador | Entrenador     | Francesco Calzona |       |

| 24 | Delantero      | Cole Palmer     | 66'   |
| 21 | Centrocampista | Eberechi Eze    | 84'   |
| 17 | Delantero      | Ivan Toney      | 90+4' |
| 16 | Centrocampista | Conor Gallagher | 106'  |
| 14 | Defensa        | Ezri Konsa      | 106'  |

| 7  | Delantero      | Tomáš Suslov    | 61'   |
| 9  | Delantero      | Róbert Boženík  | 61'   |
| 11 | Centrocampista | László Bénes    | 81'   |
| 21 | Centrocampista | Matúš Bero      | 81'   |
| 6  | Defensa        | Norbert Gyömbér | 90+3' |

| Anotado | 90+5' | Jude Bellingham | 1:1 |
| Anotado | 91'   | Harry Kane      | 2:1 |

| Anotado | 25' | Ivan Schranz | 0:1 |

| Amonestado | 3'  | Marc Guéhi      |
| Amonestado | 7'  | Kobbie Mainoo   |
| Amonestado | 17' | Jude Bellingham |

| Amonestado | 13'   | Juraj Kucka    |
| Amonestado | 45+1' | Milan Škriniar |
| Amonestado | 77'   | Peter Pekarík  |

| Árbitro                                            | Halil Umut Meler    |
| Árbitros asistentes                                | Mustafa Emre Eyisoy |
| Árbitros asistentes                                | Kerem Ersoy         |
| Cuarto árbitro                                     | Rade Obrenović      |
| Quinto árbitro                                     | Jure Prapotnik      |
| Árbitro asistente de video                         | Marco Fritz         |
| Árbitros asistentes del árbitro asistente de video | Christian Dingert   |
| Árbitros asistentes del árbitro asistente de video | Tomasz Kwiatkowski  |

| Estadísticas      | Bandera de Inglaterra | Bandera de Eslovaquia |
| Tiros             | 16                    | 13                    |
| Tiros a puerta    | 2                     | 3                     |
| Faltas            | 7                     | 15                    |
| Saques de esquina | 9                     | 1                     |
| Penaltis          | 0                     | 0                     |
| Fueras de juego   | 1                     | 2                     |
| Posesión de balón | 63%                   | 37%                   |